# أمينة أوكويفا
أمينة فيكتوريفنا أوكويفا (5 يونيو 1983 - 30 أكتوبر 2017)، طبيبة أوكرانية المولد من أصل شيشاني، ناشطة أثناء الميدان الأوروبي، معتنقة لالإسلام، وملازمة شرطة. خلال الميدان الأوروبي، عملت طبيبة في كتيبة كييف 2 وشاهدت القتال في مدينة ديبالتسيفي بعد أن استولى عليها المتمردون المتحالفون مع روسيا في عام 2015. قُتلت في كمين نصبه مهاجمون مجهولون في 30 أكتوبر 2017. أصيب زوجها آدم أوسمايف ، قائد كتيبة جوهر دوداييف، في الكمين لكنه نجا.